# ولیک‌آباد
ولیک آباد، روستایی است از توابع بخش مرکزی شهرستان گرگان در استان گلستان ایران.

## جمعیت
این روستا در دهستان استرآباد جنوبی قرار داشته و براساس سرشماری سال ۱۳۸۵ جمعیت آن ۴۹۷ نفر (۱۳۵ خانوار) بوده‌است.